# Doug Considine
Doug Considine (Edinburgh, 15 mei, 1957) is een voormalige Schotse voetballer. Hij speelde voor Aberdeen van 1978 en 1981 en Dunfermline Athletic van 1981 en 1983. 

## Erelijst met Aberdeen FC
- Scottish Premier Division (1×) 1979-80